# West Chicago, Illinois
West Chicago là một thành phố thuộc quận DuPage, tiểu bang Illinois, Hoa Kỳ. Năm 2010, dân số của thành phố này là 27086 người.

## Dân số
Dân số qua các năm:
- Năm 2000: 23469 người.
- Năm 2010: 27086 người.